# 1991년 LG 트윈스 시즌
1991년 LG 트윈스 시즌은 LG 트윈스가 KBO 리그에 참가한 2번째 시즌이며, MBC 청룡 시절까지 합하면 10번째 시즌이다. 백인천 감독이 팀을 이끈 마지막 시즌인데 전년도 우승 공신이었던 노찬엽 이병훈의 방위복무로   외야에 구멍이 뚫렸던 데다 같은 해(90년) 14선발승(1위) 10선발승(공동 6위)을 기록한 김태원 문병권이 7선발승(김태원) 3선발승(문병권)으로 추락하자 백인천 감독이 김용수 정삼흠 등을 불규칙적으로 기용한 탓인지   8팀 중 정규시즌 공동 6위에 그쳐 포스트시즌 진출에 실패했다.
한편, 백인천 감독이 전년도(90년) 12월 4일 본인(백인천)의 동의 없이 미국인 패튼 투수 인스트럭터를 영입한 것에 대해 반발하며 꼬이기 시작했고 8월 6일 코칭스태프의 구조조정을  단행했다. 

## 타이틀
- 한일 슈퍼게임 국가대표: 김용수
- 올스타 선발: 김동수 (포수), 김재박 (유격수)
- 올스타전 추천선수: 김용수, 이광은, 윤덕규, 노찬엽
- 컴투스프로야구2022 타이틀홀더 라인업: 김용수 (마무리투수)

### 퓨처스리그
- 북부리그 출장(타자): 김성기 (35)
- 2루타: 김성기 (13)
- 북부리그 4사구: 박일현 (21)

## 선수단
- 선발투수 : 김기범, 김태원, 이승배, 문병권, 김건우
- 구원투수 : 김덕근, 서왕권, 최우석, 김종철, 이석구, 차동철, 이국성
- 마무리투수 : 김용수, 정삼흠, 배현우, 전태건, 이병석, 김기덕, 오종우, 김성식, 이용철
- 포수 : 김동수, 최달호, 심재원, 차동열, 강진규
- 1루수 : 김상훈
- 2루수 : 민경삼, 이종열
- 유격수 : 김재박, 이우수
- 3루수 : 이광은, 김동재, 송구홍, 나웅
- 좌익수 : 김영직, 이병훈, 조필현
- 중견수 : 노찬엽, 박흥식, 김일권
- 우익수 : 윤덕규, 김성일
- 지명타자 : 최훈재, 김선진, 정재훈, 장주덕, 박일현, 구동환, 소순배, 나진균

## 여담
- 6월 30일에 한명수를 웨이버 공시했다. 이는 KBO 리그 역대 1호 웨이버 공시였다. 이후 한명수는 OB 베어스가 영입했다.
- 정삼흠은 후반기 피3루타 10개, 홈경기 피3루타 10개로 KBO 리그 단일 시즌 최다 기록을 세웠다.
- 투수 김태원은 이 시즌 타자로도 10경기에 출전해 KBO 리그 역대 주포지션이 투수인 선수 중 단일 시즌에 타자로 가장 많은 경기에 출전한 선수가 되었다. 다만 이 중 대부분은 대타 교체 과정에서 잠시 라인업에 이름만 올린 것이고, 실제로 타석을 소화한 것은 한 차례에 불과했다.
- 김일권은 이 시즌을 끝으로 은퇴하여 KBO 리그 역대 통산 3000타석 타자 중 통산 삼진이 가장 적고(187) 타석 당 삼진률이 가장 낮은(5.9) 타자가 되었다.
- 문병권은 당시 규정 이닝 충족 투수 중 유일하게 음수 WAR을 기록했다.
- 문병권은 이 시즌 쌍방울 레이더스와의 경기에서 23자책을 기록하여 단일 시즌 쌍방울 레이더스와의 경기에서 최다 자책점을 기록한 선수가 되었다.
- 문병권은 이 시즌 쌍방울 레이더스와의 경기에서 사구 6개를 허용하여 단일 시즌 쌍방울 레이더스와의 경기에서 최다 사구를 허용한 선수가 되었다.

## 같이 보기
- 1992년 LG 트윈스 시즌